# Kiltimagh
Kiltimagh is een plaats in het Ierse graafschap Mayo. De plaats telt 1.000 inwoners.